# Джамиль ибн Абдуллах ибн Муаммар
Джами́ль ибн ‘Абдулла́х ибн Му́‘аммар аль-‘Узри́ (араб. جميل بن عبد الله بن معمر العذري‎; г. рождения неизвестен — умер около 701) — арабский поэт VII века. Известен как Джамиль ибн Му‘аммар (араб. جميل بن معمر‎) и Джамиль Бусайна (араб. جميل بثينة‎).
Точная дата рождения Джамиля ибн Му‘аммара неизвестна, но известно, что он жил в VII веке во времена правления династии Омейядов. Он происходил из племени Бану ‘Узра, которое было известно своей традицией любовной поэзии. Умер Джамиль приблизительно в 701 году.
Джамиль является автором лирических стихов, в которых он воспевал свою возлюбленную Бусайну. Трогательная история любви Джамиля и Бусайны передавалась изустно до VII—IX вв. и обрастала романтическими подробностями. Стихи об одной из знаменитых любовных пар бедуинской Аравии неизменно входили в состав многочисленных поэтических антологий, в том числе и в антологию Абу-ль-Фараджа аль-Исфахани «Китаб аль-агани». Многие стихи Джамиля ибн Муаммара стали популярными песнями.